# Lana Cantrell
Lana Eleanor Cantrell AM (Sydney, 7 agosto 1943) è una cantante e avvocata australiana, specializzata nella giurisprudenza che regola il mondo dello spettacolo. È stata nominata per il Grammy Award come miglior nuovo artista ai Grammy Awards del 1968.

## Biografia
La Cantrell ha registrato sei album per la RCA Victor. Il suo stile musicale preferito erano gli standard pop, ma in seguito ha reso il pop rock contemporaneo una parte significativa delle sue esibizioni. Ha commentato così in un profilo del 1994, "Pensa a quante poche persone possono ancora fare la loro carriera cantando gli standard... Ci sono Tony Bennett e Barbra Streisand e non conosco nessun altro".
La Cantrell è stata un ospite frequente in programmi televisivi tra cui The Ed Sullivan Show, The Tonight Show Starring Johnny Carson e The Mike Douglas Show. Tuttavia, non ha mai avuto un successo tra i primi 40 nella Billboard Hot 100.

## Passaggio alla carriera legale
Alla fine la Cantrell decise di abbandonare la musica negli anni '80 a causa della diminuzione del numero di luoghi in cui poteva cantare nel suo stile preferito, delle dimensioni del suo pubblico e delle sue condizioni di lavoro. Anche se un tempo riusciva a fare tournée in supper club che fornivano un'orchestra di 20 elementi per lei e il suo direttore d'orchestra, negli anni successivi andò in tour con solo una band di cinque elementi che dovette pagare lei stessa. Decise di intraprendere una carriera legale, anche in parte perché da ex manager aveva speso gran parte dei suoi guadagni nel corso degli anni e voleva proteggere altri artisti da esperienze simili.
Nel 1986 la Cantrell si iscrisse al Marymount Manhattan College, dove si laureò in storia. Dopo aver conseguito la laurea di primo livello, frequentò l'Università Fordham Scuola di Diritto. Dopo la laurea, ha iniziato a esercitare la professione legale presso lo studio Ballon Stoll Bader & Nadler di New York City.

## Premi ed onorificenze
Nel 1966 Cantrell vinse il premio Amber Nightingale per aver cantato in un festival a Sopot, in Polonia.
Nel 2003 è stata nominata membro dell'Ordine dell'Australia. L'onorificenza è stata conferita per "il servizio all'industria dell'intrattenimento e per l'assistenza alla comunità australiana a New York".

## Vita privata
Nel 1973 girò la voce che la Cantrell era fidanzata con il personaggio televisivo australiano Graham Kennedy. Questa si rivelò una bufala. Kennedy in seguito affermò che la sua storia d'amore con la Cantrell era una pura invenzione del Sunday Observer, sebbene lo stesso Kennedy avesse confermato pubblicamente all'epoca che la relazione era reale. Judy Carne, di Rowan & Martin's Laugh-In, ha affermato di aver avuto una relazione amorosa con la Cantrell.

## Discografia

### Album
- And Then There Was Lana, RCA Victor LSP-3755, 1967
- Another Shade of Lana, RCA Victor LSP-3862, 1967
- Act III, RCA Victor LSP-3947, 1968
- Lana!, RCA Victor LSP-4026, 1968
- The Now of Then, RCA Victor LSP-4121, 1969
- The 6th of Lana, RCA Victor LSP-4263, 1969
- The Best of Lana Cantrell, RCA ANL1-1049, 1975

## Ristampe
A partire dal 2017 gli album RCA Victor di Lana Cantrell sono stati ristampati per la prima volta su compact disc in audio Hi-Res, sostituendo anni di video pirata di scarsa qualità su YouTube. I suoi sei album in studio sono stati ristampati dal 2017 al 2019. Tutte le ristampe sono state pubblicate dall'etichetta RCA-Legacy. I singoli o i lati B che non sono apparsi nei suoi album non sono disponibili al momento.